# Vandpolo under sommer-OL 1948
Vandpolo under sommer-OL 1948. Vandpolo var med for tiende gang på det olympiske program i 1948 i Berlin. Italien vandt finalegruppen foran Ungarn og blev olympisk mester i vandpolo.

## Medaljer
| Vandpolo under sommer-OL 1948 | Vandpolo under sommer-OL 1948 | Vandpolo under sommer-OL 1948 | Vandpolo under sommer-OL 1948 | Vandpolo under sommer-OL 1948 | Vandpolo under sommer-OL 1948 |
| ----------------------------- | ----------------------------- | ----------------------------- | ----------------------------- | ----------------------------- | ----------------------------- |
| Placering                     | Land                          | Guld                          | Sølv                          | Bronze                        |                               |
| 1.                            | Italien                       | 1                             | 0                             | 0                             |                               |
| 2.                            | Ungarn                        | 0                             | 1                             | 0                             |                               |
| 3.                            | Holland                       | 0                             | 0                             | 1                             |                               |
| 4.                            | Belgien                       |                               |                               |                               |                               |
| 5.                            | Sverige                       |                               |                               |                               |                               |
| 6.                            | Frankrig                      |                               |                               |                               |                               |
| 7.                            | Egypten                       |                               |                               |                               |                               |
| 8.                            | Spanien                       |                               |                               |                               |                               |

## Medaljevinderne
| Placering | Land | Spiller |
| --------- | ---- | --- |
| 1.        | ITA  | Ermenegildo Arena, Emilio Bulgarelli, Pasquale Buonocore, Aldo Ghira, Mario Majoni, Geminio Ognio, Gianfranco Pandolfini, Tullo Pandolfini, Cesare Rubini |
| 2         | HUN  | Jenő Brandi, Oszkár Csuvik, Dezső Fábián, Dezső Gyarmati, Endre Győrfi, Miklós Holop, László Jeney, Dezső Lemhényi, Károly Szittya, István Szivós         |
| 3.        | NED  | Cor Braasem, Hennie Keetelaar, Nijs Korevaar, Joop Rohner, Frits Ruimschotel, Piet Salomons, Frits Smol, Hans Stam, Ruud van Feggelen                     |

51°33′29″N 0°16′59″V / 51.55808°N 0.28297°V